# Georges Molinié
Pour les articles homonymes, voir Molinié.
Georges Molinié, né le 28 décembre 1944 à Cahors et mort le 5 juin 2014, est un philologue français, professeur des universités à l'Université Paris-Sorbonne (Paris IV), spécialiste de stylistique française et de sémiotique.

## Biographie
Agrégé des lettres et docteur-ès-lettres de l'Université Paris-Sorbonne, Georges Molinié a d'abord été professeur de lycée au Havre (1968-1969), puis chargé de mission au cabinet du gaulliste Jacques Baumel, secrétaire d'État auprès du Premier ministre (1969-1970). 
Assistant à l’Université Paris IV-Sorbonne (1970-1979), il est devenu ensuite maître de conférences puis professeur à l’université de Toulouse Le Mirail (1979-1988). 
Professeur à l’Université Paris IV-Sorbonne, depuis 1988, directeur de l'Unité de Formation et de Recherche de langue française dans les années 90, il devient président de cette même université de 1998 à 2003, et vice-président de la conférence des présidents d'université (2001-2002).
Georges Molinié encourageait les sujets de recherches jugés originaux par les expédients sur les corpus[réf. nécessaire].
En 2007, il appelle à voter pour Ségolène Royal pendant l'élection présidentielle.
Georges Molinié est réélu à la présidence de l’université Paris IV - Sorbonne le 14 mars 2008, contre Jean-Robert Pitte.
Il s'est opposé, avec d'autres présidents d'université, aux réformes dirigées par Valérie Pécresse, ministre de l'Enseignement supérieur et de la Recherche, signant une tribune dans Le Monde le 13 mai 2009.

## Polémique
Georges Molinié a été la cible d'attaques violentes de René Pommier, maître de conférences à l'université de Paris-Sorbonne dont Molinié était alors le président. Pommier, qui s'est opposé tout au long de sa carrière tant à la stylistique qu'aux approches marxiste, psychanalytique, structuraliste de la littérature, s'inscrit dans la lignée des attaques de Raymond Picard contre Roland Barthes et la « nouvelle critique ». Dans l'une de ses diatribes, il écrit : « Je le sais bien, tous les stylisticiens actuels n'écrivent pas un galimatias aussi calamiteux que Georges Molinié et je pense même, non seulement qu'il n'a point de rival, mais qu'en comparaison du sien, le style des plus détestables cacographes pourrait passer pour un modèle de clarté et d'élégance. »

## Publications

### Monographies
- Édition critique avec texte grec et traduction du Roman de Chairéas et Callirhoé de Chariton, Les Belles Lettres, coll. des Universités de France, 1979.
- Du roman grec au roman baroque : un art majeur du genre narratif en France sous Louis XIII, Presses de l'Université de Toulouse-Le Mirail, 1982.
- Éléments de stylistique française, Presses universitaires de France, 1986.
- Vocabulaire de la stylistique (avec Jean Mazaleyrat), Presses universitaires de France, 1989.
- La Stylistique, Presses universitaires de France, coll. « Que sais-je ? », 1989.
- Le Français moderne, Presses universitaires de France, coll. « Que sais-je ? », 1991.
- Dictionnaire de rhétorique, Le Livre de Poche, 1992.
- La Stylistique, Presses universitaires de France, coll. « Premier cycle », 1993 ; rééd. coll. « Quadrige », 2004
- Approches de la réception : sémiostylistique et sociopoétique de Le Clézio (avec Alain Viala), Presses universitaires de France, 1993.
- Direction, avec Pierre Cahné, de l'ouvrage collectif Qu'est-ce que le style ?, Presses universitaires de France, 1994.
- Sémiostylistique : l'effet de l'art, Presses universitaires de France, coll. « Formes sémiotiques », 1998.
- Hermès mutilé : vers une herméneutique matérielle : essai de philosophie du langage, Honoré Champion, 2005.
- De la pornographie, éditions Mix., 2006.
- Au corps du texte : hommage à Georges Molinié, ouvrage collectif rassemblant quarante contributions, sous la direction de Delphine Denis, Mireille Huchon, Anna Jaubert, Michael Rinn et Olivier Soutet, Paris, Honoré Champion, 2010.
- De la beauté, Hermann, coll. « Le Bel Aujourd'hui », 2012.

### Articles (sélection)
- « Coda : Topique et littérarité », Études françaises, vol. 36, no 1,‎ 2000, p. 151-156 (lire en ligne).
- « Perspectives sémio-culturelles sur l'invention du roman européen », Dix-septième siècle, no 215,‎ 2002, p. 317-321 (lire en ligne).
- « Enjeux du libertinage », Littératures classiques, no 55,‎ 2004, p. 21-23 (lire en ligne).
- « Rhétorique et herméneutique », Dix-septième siècle, no 236,‎ 2007, p. 433-444 (lire en ligne).
- « Vers la recomposition des problématiques », Littérature, no 149,‎ 2008, p. 83-88 (lire en ligne).